# Tales from the North
Tales from the North (in inglese Racconti dal Nord) è il terzo album in studio del gruppo musicale power metal italiano White Skull. È il terzo album con Federica De Boni alla voce. Il tema portante sul quale si basa il disco sono i Vichinghi.
In alcune tracce compare come ospite il cantante dei Grave Digger Chris Boltendahl.

## Tracce
1. The Quest (Strumentale) - 2:21
2. Tales from the North - 4:12
3. Asgard - 6:26
4. Gods of the Sea - 7:44
5. Viking's Tomb - 6:37
6. Kriemhild Story - 4:13
7. The Killing Queen - 4:01
8. The Terrible Slaughter - 6:12
9. Horant - 3:52
10. Fighting and Feasting - 5:44
11. Here We Are - 5:42
12. Still Alive (Strumentale) - 1:23

## Formazione
- Tony Fontò – chitarra ritmica
- Alex Mantiero - batteria
- Federica De Boni - voce
- Fabio Pozzato - basso
- BB Nick Savio – chitarra solista